# Rent Free
Rent Free è un film muto del 1922 diretto da Howard Higgin. Fu l'ultimo film di Wallace Reid.

## Trama
Buell Arnister, Jr preferisce vivere poveramente ma seguendo le sue aspirazioni artistiche piuttosto che intraprendere la carriera di avvocato come pianificato da suo padre. Espropriato del suo studio, deve trovarsi un riparo sui tetti di un palazzo vicino e lì conosce Barbara Teller. Anche la ragazza vive accampata come può insieme a Justine, un'amica, dopo essere stata defraudata dalla propria eredità dalla matrigna. Durante una tempesta, i tre trovano rifugio in una stanza del palazzo che non è occupata. Buell trova nella tasca di una vestaglia, un biglietto firmato James Teller e indirizzato a suo padre dove il padre di Barbara dichiarava la sua intenzione di lasciare i suoi averi alla figlia. Buel, che ha trovato lavoro come disegnatore, fa uno schizzo del conte de Mourney, il nuovo marito della matrigna di Barbara, che lo invita a cena. La contessa fa arrestare Buell e le due ragazze, ma il giovane mostra il biglietto di Teller: il documento porta alla scoperta di un nuovo testamento che fa di Barbara l'erede di tutti i suoi beni.

## Produzione
Il film fu prodotto dalla Famous Players-Lasky Corporation.

### Cast
- Wallace Reid (1891-1923): L'attore, uno dei più famosi all'epoca del muto, nel 1919 era rimasto gravemente ferito durante le riprese di un film e dovette ricorrere alla morfina per sopportare i dolori e poter continuare a lavorare. Ben presto, divenne tossicodipendente, non riuscendo più a riabilitarsi. Verso la fine del 1922 le sue condizioni peggiorarono e Rent Free fu il suo ultimo film. Reid, dopo un'influenza, cadde in coma senza riprendersi mai più, morendo il 18 gennaio 1923.

## Distribuzione
Distribuito dalla Paramount Pictures, il film uscì nelle sale cinematografiche USA il 1º gennaio 1922. In Francia, fu distribuito il 17 agosto 1923 con il titolo La Crise du logement mentre in Finlandia uscì il 25 novembre dello stesso anno.
Non si conoscono copie ancora esistenti della pellicola che viene considerata presumibilmente perduta.